# Praděd (likér)
Praděd neboli německy Altvater je název tradičního bylinného likéru zlaté barvy, pojmenovaného podle hory Praděd, nejvyššího vrcholu Jeseníků, a podle Praděda, mytického ochránce Jeseníků.
Vyrábí se macerací 16 místních i cizokrajných bylin a plodů v lihovém roztoku. Receptura je tajná, známými složkami jsou např. vratič, andělika a další. Je doslazován cukrem. Má nasládlou, jemně hořkou, bylinnou chuť. Současným výrobcem je firma Rudolf Jelínek a.s. a prezentuje jej jako „žaludeční“ likér „s příznivým účinkem na zažívací a nervový systém a tvorbu krvinek“.

## Historie výroby a firmy
Likér vynalezl Sigmund Gessler v Krnově roku 1878 a měl takový úspěch, až byl jmenován c. k. dvorním dodavatelem. Firma měla pobočky ve Vídni, Budapešti, Bílsku a Černovicích.
V roce 1873 založil též Fridolin Springer Likérku Springer v obci Lichtvard (dnes část obce Světlá v obci Světlá Hora) na Bruntálsku, jejíž bylinný likér nesl od roku 1925 název Praděd Prazdroj (německy Altvater-Urquell) a byl vyznamenán na četných mezinárodních výstavách zlatými medailemi. Roku 1925 založil Rudolf Wilhelm ve Světlé další likérku (zanikla r. 1939) vyrábějící bylinný likér Original Altvater-Sternmarke.
Krnovský podnik byl po odstoupení Sudet Německu v roce 1938 jako židovský majetek zabrán německou firmou Just & Co., v roce 1945 byl znárodněn (Zikmund Eisner, výroba likérů, rumu a ovocných šťáv) a poté začleněn do Slezských lihovarů Ostrava. V roce 1961 byla výroba likéru Praděd přenesena do n. p. Seliko Dolany na Olomoucku a krnovská továrna byla přeměněna na sodovkárnu, poté na ředitelství sodovkárny a nakonec na obytný dům. V roce 2003 Likérka Dolany a.s. zkrachovala. Recepturu a ochrannou známku koupila pražská společnost Marila Invest a. s. Od roku 2004 je majitelem tradiční receptury firma Rudolf Jelínek a.s. ve Vizovicích.
Vysídlení sudetští Němci vyrábí svůj bylinný likér Altvater v licenci vídeňské firmy Altvater Gessler - J.A. Baczewski GmbH ve firmě Rhön-Hessische Brennerei A. und W. Dworzak GmbH & Co. KG v německém městě Fulda v Hesensku a ve firmě HORVATH´S Spezereyen Kontor z města Deutsch-Wagram v Dolních Rakousech v Rakousku.
Jesenický bylinný likér Altvater vyrábí také Jesenická likérka a destilerie Ullersdorf v Maršíkovském mlýně ve Velkých Losinách.
Praděd byl základem populárního míchaného nápoje šedesátých let Dědeček na scestí.